# Németh Roland
Németh Roland (Szombathely, 1974. szeptember 19. –) magyar sprinter.

## Élete
A 2002-es müncheni atlétikai Európa-bajnokságon 100 m döntőben végzett, kezdetben a negyedik helyen, később a bronzérmet követően, miután az első helyezett Dwain Chambers-t dopping miatt kizárták.
Az 1999-es sevillai és 2003-ban Párizsban / Saint-Denisben zajló atlétikai világbajnokságon, a 2004-es athéni olimpiai játékokon és a 2006-os göteborgi Európa-bajnokságon Németh 100 méteren a nyolcaddöntőig jutott.
2002-ben, 2006-ban és 2007-ben magyar bajnok volt 100 méteren, 1999-ben és 2005-ben 200 méteren 
Teremben 2000-ben és 2004-ben országos címet nyert 60 m-en továbbá 1998-ban, 1999-ben és 2000-ben 200 méteren.

## Személyes csúcsai
50 m (csarnok): 5,71 s, 2000. február 5., Nyíregyháza
60 m (csarnok): 6,57 s, 2000. január 22., Budapest
100 m: 10,08 s, 1999. június 9, Budapest
200 m: 20,49 s, 1999. június 27, Budapest
Terem: 20,95 s, 2000. február 25, Gent